# Ligne A du tramway d'Angers
La ligne A du tramway d'Angers est une ligne de tramway de l'agglomération angevine mise en service le 25 juin 2011. Elle est d'orientation nord-sud et relie La Roseraie, un quartier au sud d'Angers, et Avrillé , une ville du nord de l'agglomération angevine, via le centre-ville d'Angers. Son tracé est modifié dans le centre-ville le 4 janvier 2021 dans le cadre de l'extenstion du réseau, le trancé abandonné étant repris par la ligne C le 8 juillet 2023.

## Descriptif général

### Financement
Le budget total du projet de la première ligne de tramway d'Angers estimé en décembre 2005 était de 248 M€ (hors taxe), recalculé en 2009, à 287 millions d'euros (hors taxes). Cet écart s'explique par les hausses de coût des matières premières (acier +40 %, fil de cuivre +41 %, hausse du coût de l'énergie...), mais aussi par la nécessité de renforcer les berges de chaque côté du nouveau pont et l'augmentation des moyens alloués aux archéologues depuis leur découverte des sarcophages mérovingiens. L'État participe à la hauteur de 30,5 millions d'euros car ce chantier entre parfaitement dans le cadre du Grenelle de l'environnement, mais le principal levier de financement est l'usage de prêts sur 30 ans pour un total de 200 millions d'euros.
700 000 euros seront nécessaires à l'abaissement des voies sur berges passant sous le pont Confluences.

### Caractéristiques principales

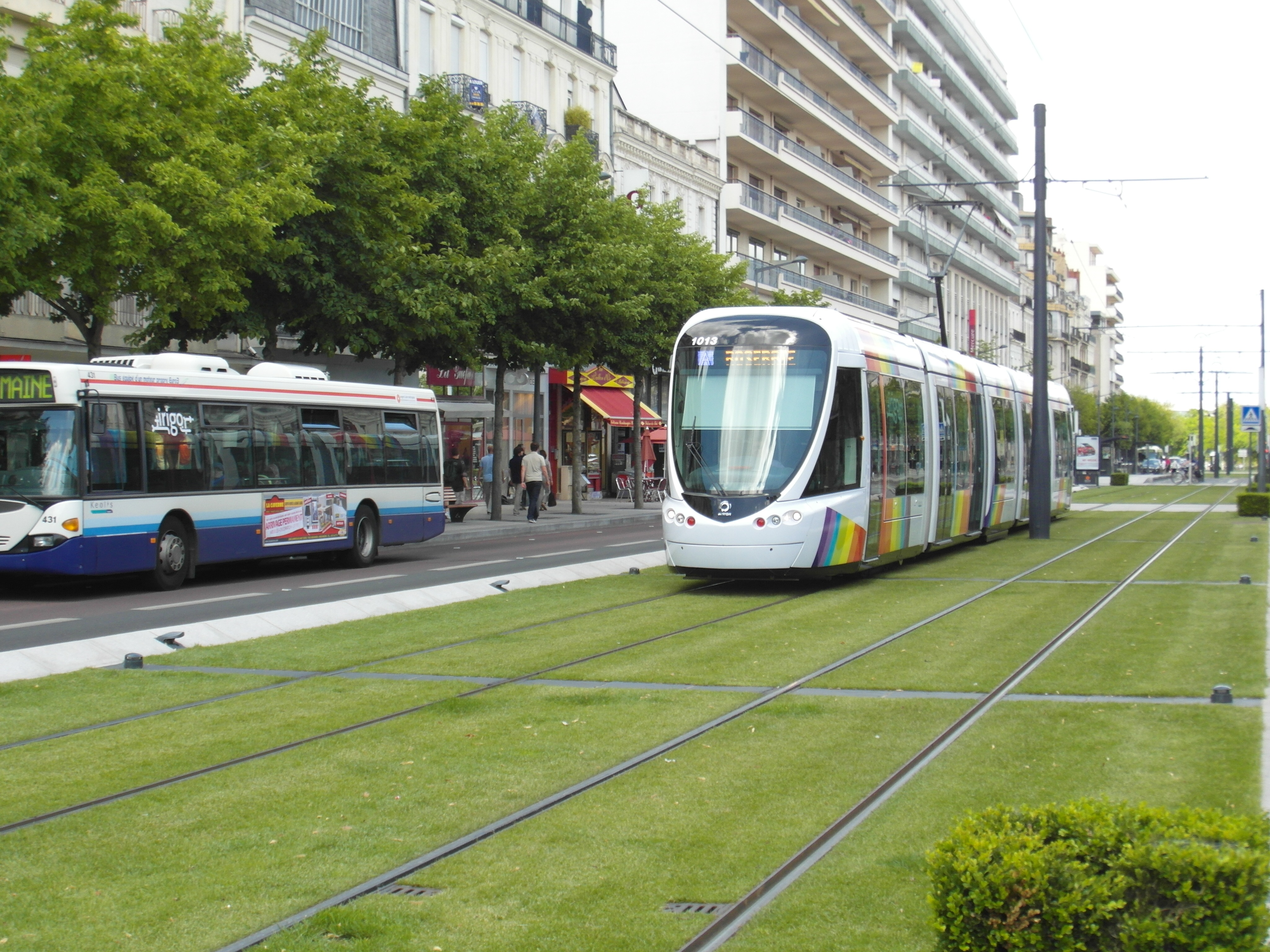
Rame sur le Boulevard Foch, direction Angers-Roseraie.

Principales caractéristiques de la ligne de tramway,, :
- service de 5 h à 1 h du lundi au samedi, de 7 h à minuit le dimanche[1] ;
- 25 stations[9] ;
- 8 km de voies engazonnées[10] ;
- parcourue en environ 40 minutes[1] ;
- 8 minutes d'attente entre 2 rames en heure de pointe[11].

## Chronologie du projet

### Évènements révolus

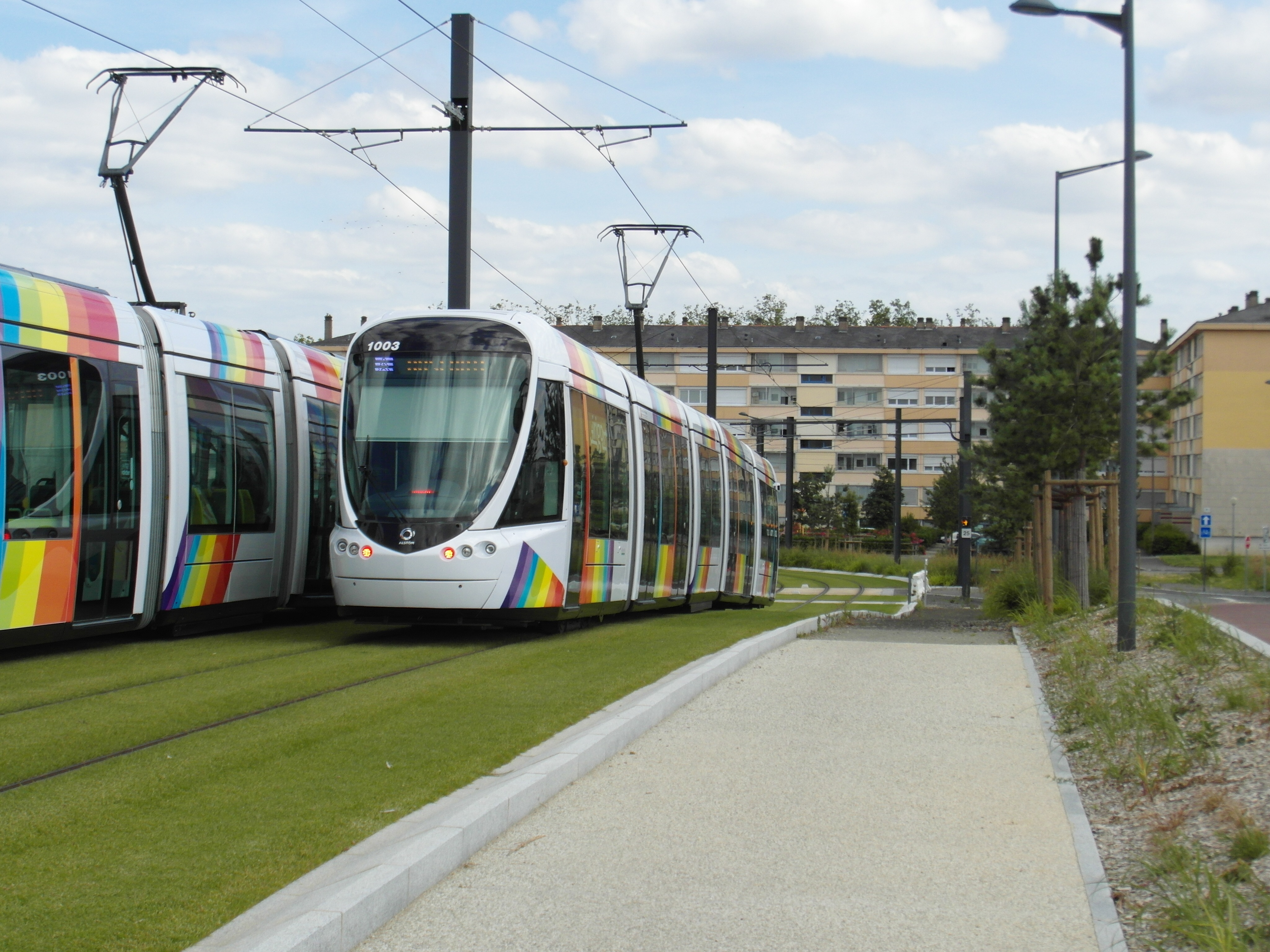
Croisement de deux rames à hauteur de la cité Verneau.

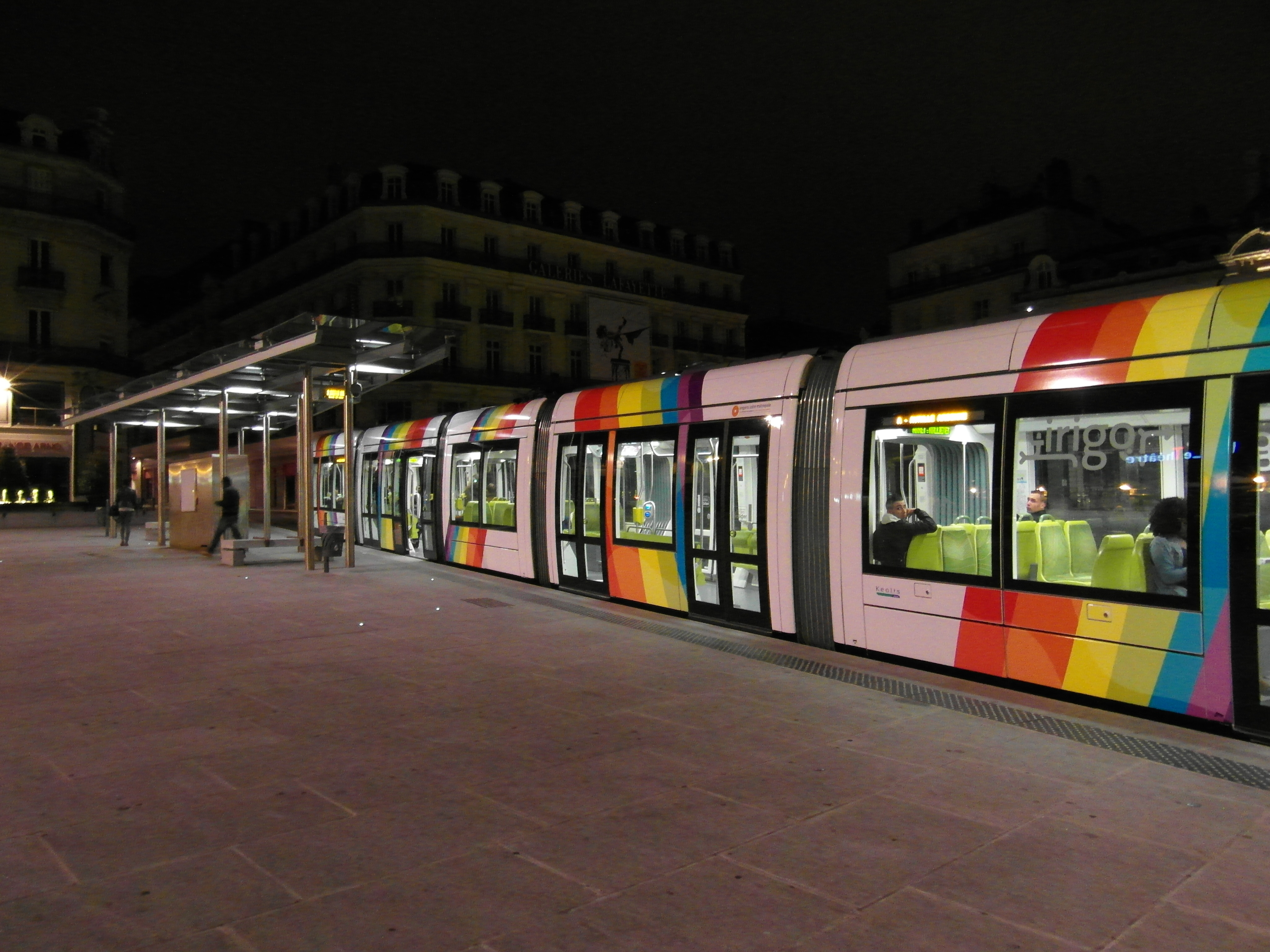
Station Ralliement de nuit, en été ; vue du quai direction Avrillé.

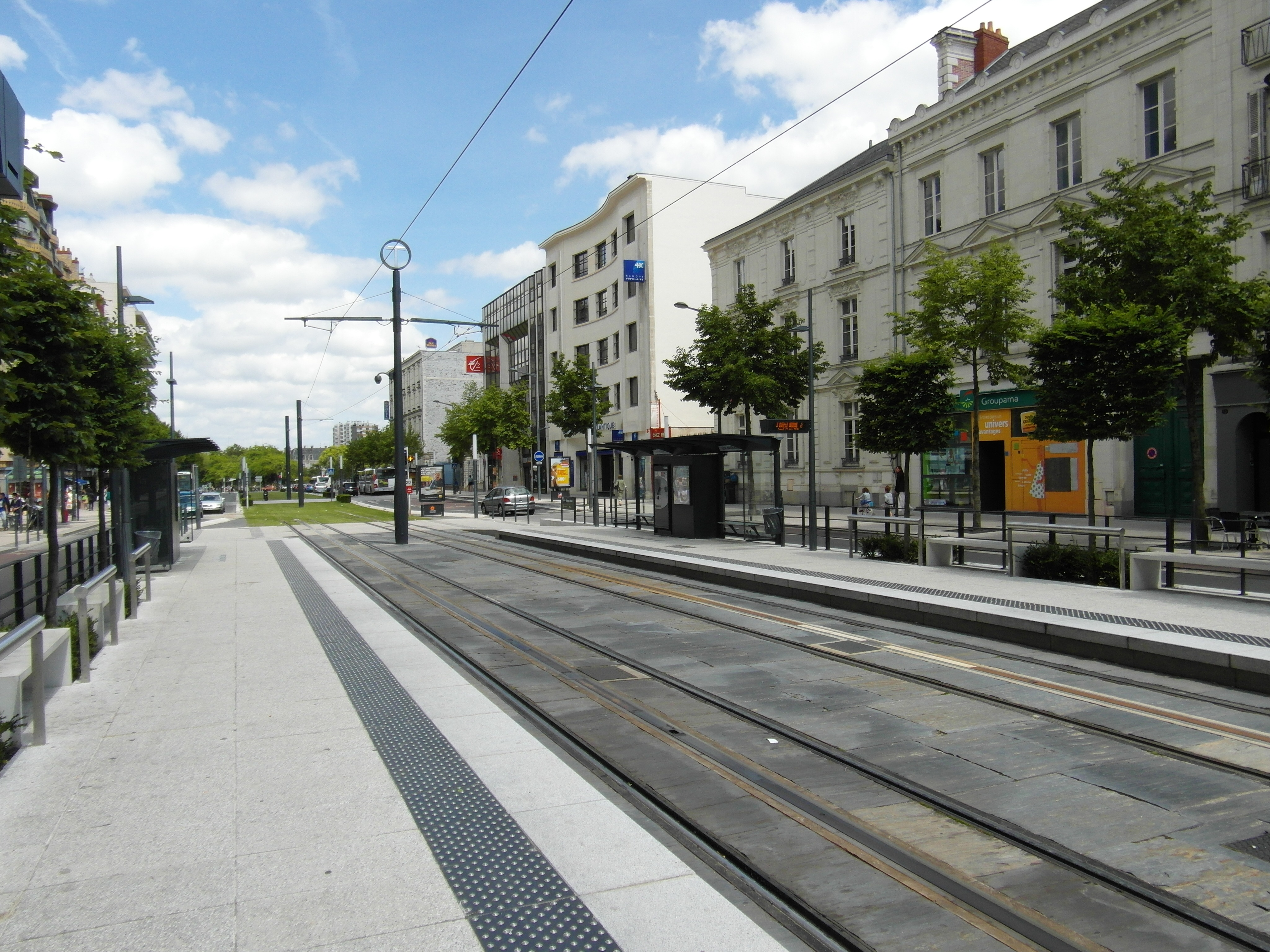
Station Foch - Maison bleue, en heure creuse.

Évènements révolus du projet concernant la ligne.
- 2001 : création de la « Mission Tramway » dirigée par Jacques Landreau ;
- 2002-2003 : lancement des études de faisabilité et en février de la concertation publique[13] ;
- 2004 : présentation du tracé définitif. Choix du mode de transport ferré (tramway) ;
- 2004-2006 :
  - Études d'insertion et d'aménagements ;
  - Études de maîtrise d’œuvre du centre de maintenance ;
  - Fin de la phase préalable de concertation publique en juin 2005[13] ;
- 2006 :
  - Fin de la concertation publique en janvier (retardée par la modification du projet du pont sur la Maine)[14],[15] ;
  - Enquête d'utilité publique (du 15 mai au 13 juillet[14]) conclue par un avis favorable des commissaires enquêteurs ;
  - Le marché de maîtrise d'œuvre est attribué au groupement Ingérop/SNCF Ingénierie/Tractebel/Rolland le 5 juillet 2006 par Angers Loire Métropole[16] ;
  - Choix du Citadis d'Alstom le 10 juillet 2006[17] ; Choix du design ;
  - Désignation du lauréat du pont sur la Maine (futur Pont Confluences)[réf. souhaitée] ;
  - Étude de maîtrise d’œuvre du pont sur la Maine et de la ligne ;
- 2007 :
  - Signature de la déclaration d'utilité publique par le préfet de Maine-et-Loire le 8 janvier 2007[4],[18] ;
  - Reconnaissances archéologiques et des sondages du sol de mars[19] à août 2007[20], étude géotechnique au niveau du futur pont sur la Maine[4] ;
  - Présentation de la maquette du tramway au parc des expositions du 21 au 29 avril 2007[21],[22] ;
  - Premiers travaux préparatoires avec la déviation des réseaux souterrain du côté de l'hôpital à l'été 2007[23] ;
  - Début des travaux du centre de maintenance : terrassement en été, retardé par le temps pluvieux[20], inauguration du chantier le 19 septembre 2007[24] ;
  - Ouverture de la maison du tramway (lieu présentant le projet au public), place Imbach, le 15 décembre 2007[25] ;
  - Début des travaux de déviation de réseaux en décembre 2007, avec une montée en puissance prévue dès le début de l'année suivante[26].
- 2008 :
  - Début des travaux de déviation des réseaux un peu partout et notamment en centre-ville le 1er avril 2008[27] ;
  - Production des premières voitures Citadis 302 à l'été 2008[28] ;
  - Début des travaux du pont sur la Maine le 1er avril 2008[29] ;
  - Début des fouilles archéologiques le 21 avril 2008[29] en centre-ville (rue d'Alsace), rue de Létanduère et square des Jonchères ;
- 2009 :
  - Fin des fouilles archéologiques le 23 juillet 2009[30],[31], plus d'un an après leur commencement ;
  - Premiers travaux de plateforme du tramway ;
  - Livraison de la première rame du tramway au centre de maintenance le 8 décembre 2009[32] ;
  - Inauguration du centre de maintenance le 15 décembre 2009[33] ;
- 2010 :
  - Inauguration du pont sur la Maine, dénommé Pont Confluences, le 15 octobre 2010[34] ;
  - Livraison de deux rames par mois à partir de mai.
- 25 juin 2011 :
  - Inauguration de la ligne[35].
- 2019 :
  - 1er juillet : fermeture de la station Saint-Serge - Université, située sur la place François-Mitterrand[36], pour permettre la réalisation de travaux dans le cadre du projet d'extension du réseau (création des lignes B et C) et de déviation de la ligne qui ne doit plus passer par les stations Molière et Ralliement mais par une nouvelle infrastructure desservant le centre des congrès et l'hôtel de ville[37] ;
- 2021 :
  - 4 janvier 2021 : déviation définitive de la ligne entre Foch - Maison bleue et Saint-Serge - Université, avec réouverture de cette station, déplacée sur le boulevard Ayrault[38],[39].

### Retards
Lors de la concertation publique, en septembre 2005, le calendrier prévoit toujours une mise en service fin 2009. Mais lors de l'enquête publique en mai 2006, le maire évoque désormais le début de l'année 2010. Lors de la présentation du planning des travaux au mois de février 2007, le début des travaux pour le centre de maintenance est prévu en mai 2007 (alors qu'ils ne seront commencés qu'en septembre), le début des travaux pour le pont sur la Maine est prévu au début de l'année 2008. La mise en service de la ligne de tramway est désormais annoncée pour mi-2010.
À l'occasion des premières réunions d'information au public du chantier du tramway en décembre 2007, un planning réactualisé est présenté : les travaux du pont sur la Maine doivent alors se dérouler à partir de février 2008 (pour finalement commencer le 1er avril 2008) et jusqu'à mars 2010. Les élections municipales freineront la montée en puissance des premiers travaux de déviation des réseaux, prévus au début de l'année 2008 et les réunions publiques de présentation du chantier continueront une fois cette échéance passée. Un article de Ouest-France de juin 2008 évoque déjà la fin de l'année 2010 lorsqu'il parle de la circulation des rames de tramway angevines. Toujours selon ce même quotidien régional, le planning annoncé au début de l'année 2009 prévoit la livraison de la première rame de tramway à l'automne 2009 (elle sera finalement livrée en décembre de la même année) et les autres durant l'année 2010 (alors qu'au final, quatre d'entre elles seront livrées en 2011). Mais sous la pression des réunions publiques sur les travaux à cette même époque, il est officieusement concédé que la mise en service se fera lors du premier semestre 2011 (malgré un démenti officiel qui parle toujours de la fin de l'année 2010 et qui met en lumière un décalage entre ce discours officiel, tenu par le maire, et les acteurs locaux comme l'élue chargée du tramway à Avrillé). Les problèmes techniques rencontrés lors de la construction du pont sur la Maine mais aussi les multiples petits retards à chaque étape sont invoqués.

## Les fouilles archéologiques
Comme tout projet de ce genre, des fouilles archéologiques sont réalisées à différents endroits de la ligne, avant le début des travaux. Ces endroits sont sélectionnés en fonction des connaissances historiques des lieux (soupçon de présence de cimetière ou de voie ancienne, etc.) mais également de carottages (sondages) effectués sur tout le tracé de la ligne.
C'est ainsi que durant la phase de sondage des sols, au premier semestre 2007, un mur romain a été découvert dans le square des Jonchères du quartier de la Roseraie et une voie romaine rue de Létanduère.
Les fouilles proprement dites ont débuté le 21 avril et ont été effectuées par l'institut national de recherches archéologiques préventives (INRAP).
Un ancien cimetière paroissial de l'époque médiévale a été mis au jour rue d'Alsace, en plein centre-ville. À cette époque, il existait même plusieurs cimetières dans ce centre, cimetières en rapport avec les églises présentes sur place. Leur découverte n'est donc pas une surprise. En revanche, ces fouilles ont permis de découvrir que la rue d'Alsace a été décaissée au XIXe siècle sur une hauteur de quatre mètres au niveau de la partie la plus haute, faisant disparaître une grande partie des sépultures que s'apprêtaient à découvrir les archéologues (ils avaient estimé pouvoir y trouver entre 300 et 400 squelettes : seuls quatorze ont été mis au jour).
Des vestiges d'anciennes églises ont été découverts (le premier édifice chrétien d'Angers datant du VIIe siècle : l'église Saint-Mainboeuf et l'église Saint-Pierre du XIIe siècle) ainsi qu'une voie romaine de quatre mètres de large située perpendiculairement à la rue d'Alsace. Le 23 septembre 2008, a eu lieu une importante découverte archéologique : dix sarcophages mérovingiens (dont ceux de deux d'enfants) ont été mis au jour, sur l'emplacement de l'ancienne église Saint-Maurille place du Ralliement, datant du Ve ou VIe siècle.

## Parcours
À la mise en service de la ligne A, le 25 juin 2011, son parcours est de 12,3 km et dessert 25 stations en passant par le centre-ville. Deux points de divergences ont émergé lors de la présentation du projet de la ligne : Le fait de ne pas desservir le centre universitaire de Belle-Beille et le fait de passer par le centre-ville plutôt que de le contourner par les boulevards l'encadrant. Ces points de vue étaient portés par l'opposition municipale et par les commerçants du centre-ville, ces derniers ayant peur de voir baisser significativement leur chiffre d'affaires durant toute la période des travaux. La majorité municipale aura alors finalement eu gain de cause. Toutefois, à l'occasion du projet de deuxième ligne, il est décidé de dévier la ligne A par le boulevard Ayrault, déviation effective depuis le 4 janvier 2021, ce qui fait que le tracé actuel répond à la demande de l'opposition de l'époque, désormais à la tête de la municipalité.

### Descriptif

#### Pont Confluences sur la Maine

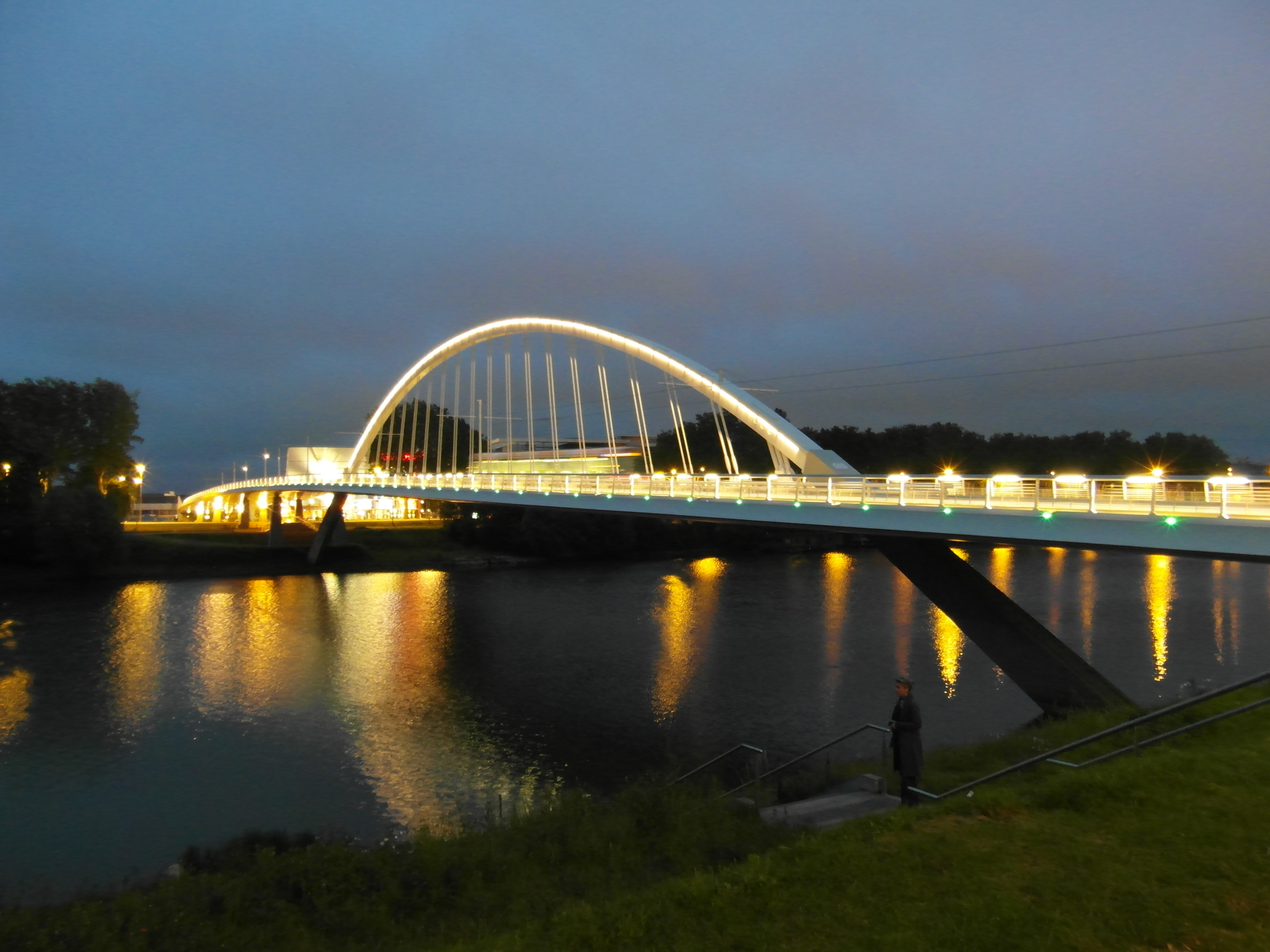
Illuminations nocturnes du pont Confluences.

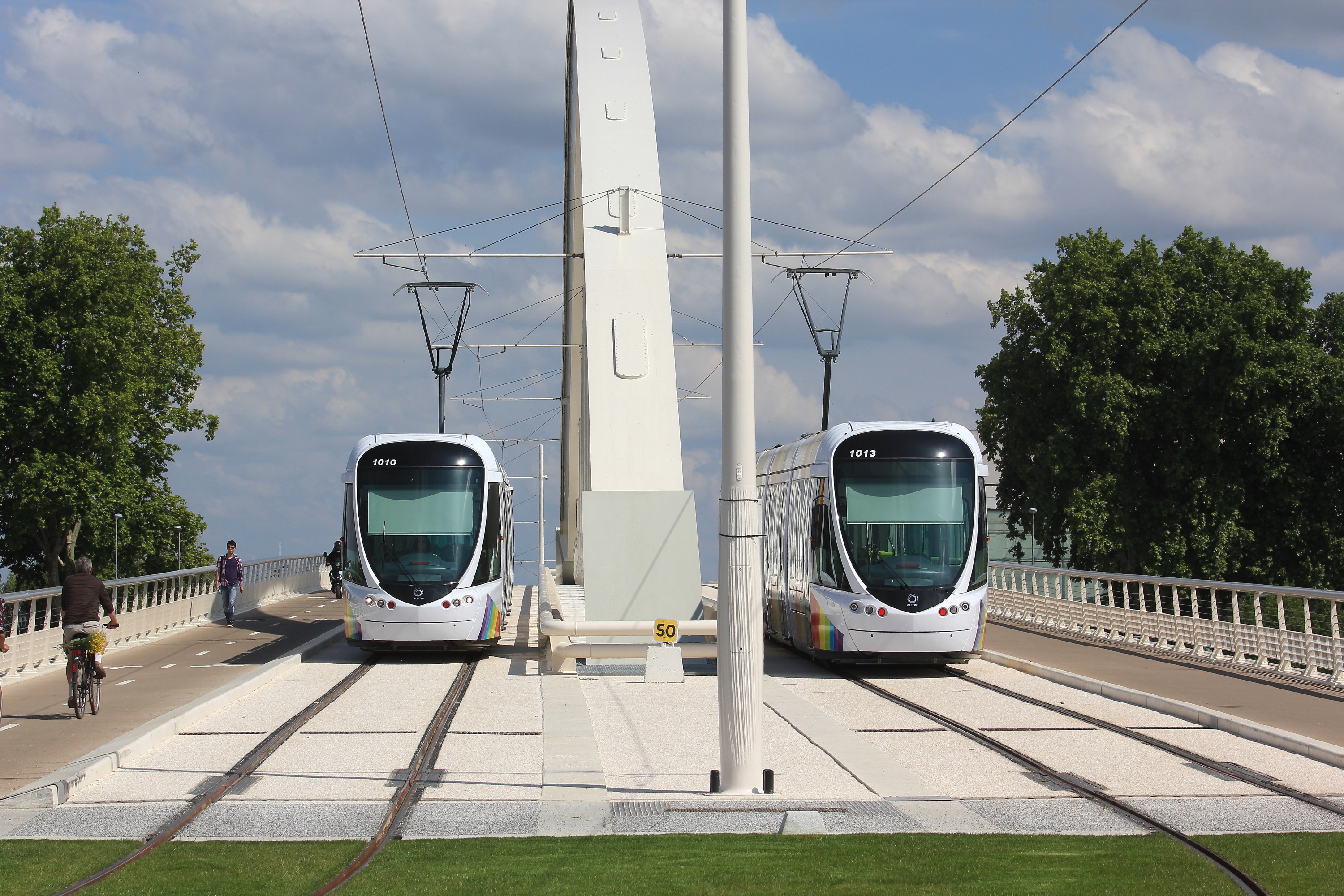
Le pont Confluences a été aménagé pour permettre les circulations douces.

La ligne de tramway s'étendant de part et d'autre de la Maine, un nouveau pont fut réalisé. Le pont est dénommé pont des Confluences par le président d'Angers Loire Métropole et présenté au public le 27 novembre 2009, en rapport à la Maine, rivière formé par la Mayenne et la Sarthe.
Ce pont, principal ouvrage d'art du projet, relie le CHU d'Angers au pôle tertiaire et universitaire Saint-Serge. D'une longueur de 270 mètres, il est aussi accessible aux piétons, aux personnes à mobilité réduite, aux vélos et aux véhicules d'urgence.
Initialement, il devait franchir à niveau, grâce à un rond-point, la RD 323 (ex-RN23) mais finalement, il est décidé en 2006 qu'il passera au-dessus de cette voie sur berge, rendant l'ouvrage plus important et nécessitant néanmoins l’abaissement de cette voie de 50 cm. Parmi les raisons avancées pour justifier ce changement, il était invoqué que la traversée des piétons ainsi que des cyclistes n'offrait pas de garanties de sécurité satisfaisantes. Cette modification du projet a nécessité une vingtaine de sondages du sol. Cet ouvrage aura été à l'origine d'une partie du retard à la mise en service de la ligne. L'une des raisons invoquées a été la montée des eaux parfois inattendue de la Maine.

#### Avenue Winston-Churchill
La ligne emprunte une partie de l'avenue Winston-Churchill, entre la rue de Létanduère et le boulevard Jacques-Portet. Cela a conduit à la destruction de la passerelle Churchill qui permettait de relier le centre commercial du chapeau de gendarme au square des anciennes provinces, bordé de plusieurs immeubles d'habitations, et au Lycée Chevrollier pour dégager le gabarit pour la ligne. La disparition de ce lien aura été la seule réserve émise par les commissaires enquêteurs de l'enquête publique et aura soulevé une pétition de 505 signatures. Malgré cela, sa disparition fut entérinée dès novembre 2006 par le conseil d'agglomération. En contrepartie, le terre-plein central a été élargi et la vitesse a été limitée à 30 km/h. Cette avenue était qualifiée par le directeur de la Mission Tramway, Jacques Landreau, de périphérique en ville : cette voie était en décaissé, en deux fois deux voies (même si l'une des deux voies dans chaque sens a été reconvertie en voie pour bus). L'opération a donc transformé cette avenue périphérique en avenue urbaine.

#### Place Jules-Verne
La place Jules-Verne a été partiellement rénovée côté impair, contrairement au côté pair qui en 2013 attend toujours, la finalisation de la rénovation du quartier, avec larges parterres, là aussi pour rendre la vie des piétons plus simple.

### Alimentation par le sol

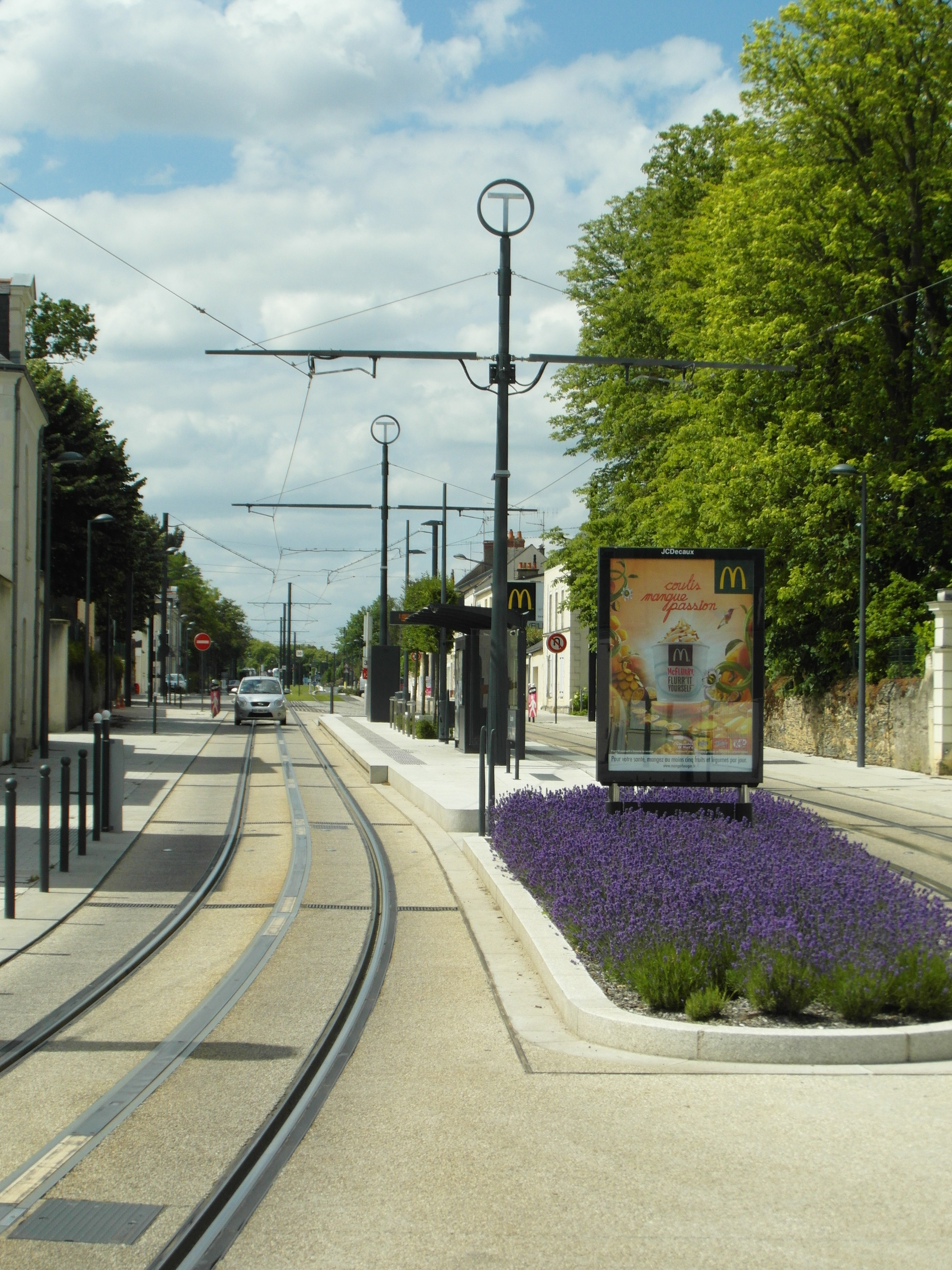
Dans le centre-ville d'Avrillé, la voie du tramway est banalisée et permet le passage des voitures à certains endroits. Le dispositif d'alimentation par le sol y est installé et la bande métallique située dans l'axe des rails en est la partie visible.

Deux tronçons de la ligne sont équipés de l'alimentation par le sol (APS), là où la vision des fils aériens de contact alimentant en énergie la rame de tramway n'était pas la bienvenue. L'un des deux tronçons se situe dans le centre-ville d'Avrillé, entre les stations Bascule et Acacias, et court sur 700 mètres; l'autre a une longueur de 725 mètres et se trouve dans le centre-ville d'Angers, entre les stations Place Molière et Foch - Maison bleue. Il existe également un tronçon de 90 mètres de long équipé de cette technologie dans le centre de maintenance.

### Plan schématique de la ligne

Plan schématique de la ligne A avant sa déviation.

### Liste des stations
|  |   |  | Station                  | Communes | Correspondances                                                            | Lat/Long                    |
|  | - |  | ------------------------ | -------- | -------------------------------------------------------------------------- | --------------------------- |
|  | ■ |  | Avrillé - Ardenne        | Avrillé  | bus 7 · Parc relais                                                        | 47° 30′ 43″ N, 0° 35′ 48″ O |
|  | • |  | Bascule                  | Avrillé  |                                                                            | 47° 30′ 32″ N, 0° 35′ 30″ O |
|  | • |  | Saint-Gilles             | Avrillé  |                                                                            | 47° 30′ 23″ N, 0° 35′ 22″ O |
|  | • |  | Acacias                  | Avrillé  |                                                                            | 47° 30′ 12″ N, 0° 35′ 10″ O |
|  | • |  | Bois-du-Roy              | Avrillé  | bus 7                                                                      | 47° 30′ 01″ N, 0° 35′ 01″ O |
|  | • |  | Plateau Mayenne          | Avrillé  | bus 7                                                                      | 47° 29′ 45″ N, 0° 34′ 48″ O |
|  | • |  | Terra Botanica           | Angers   | car 34 · bus nuit · Parc relais                                            | 47° 29′ 40″ N, 0° 34′ 28″ O |
|  | • |  | Verneau                  | Angers   | bus nuit · Parc relais                                                     | 47° 29′ 33″ N, 0° 34′ 00″ O |
|  | • |  | Hauts de Saint-Aubin     | Angers   |                                                                            | 47° 29′ 32″ N, 0° 33′ 33″ O |
|  | • |  | Jean Moulin              | Angers   | bus 6                                                                      | 47° 29′ 26″ N, 0° 33′ 07″ O |
|  | • |  | Capucins                 | Angers   |                                                                            | 47° 29′ 13″ N, 0° 33′ 18″ O |
|  | • |  | CHU - Hôpital            | Angers   | bus 6                                                                      | 47° 28′ 53″ N, 0° 33′ 14″ O |
|  | • |  | Berges de Maine          | Angers   | bus 9                                                                      | 47° 28′ 46″ N, 0° 32′ 59″ O |
|  | • |  | Saint-Serge - Université | Angers   | tram B · bus 3                                                             | 47° 28′ 34″ N, 0° 33′ 02″ O |
|  | • |  | Centre de Congrès        | Angers   | tram B                                                                     | 47° 28′ 27″ N, 0° 32′ 46″ O |
|  | • |  | Hôtel de Ville           | Angers   | express 23 · express 24 · express 25 · car 30 · car 31 · car 32            | 47° 28′ 19″ N, 0° 32′ 48″ O |
|  | • |  | Foch - Maison Bleue      | Angers   | tram C · bus 1 · bus 2 · bus 3 · bus 4 · bus 8 · bus 9 · bus 10 · bus nuit | 47° 28′ 08″ N, 0° 32′ 59″ O |
|  | • |  | Foch - Haras             | Angers   | tram C · bus 1 · bus 2 · bus 3 · bus 4 · bus 8 · bus 9 · bus 10 · bus nuit | 47° 28′ 00″ N, 0° 33′ 10″ O |
|  | • |  | Les Gares                | Angers   | tram C · bus 2 · bus 4 · bus 8 · bus 9 · bus 10                            | 47° 27′ 53″ N, 0° 33′ 20″ O |
|  | • |  | La Fayette               | Angers   | tram C · bus 9                                                             | 47° 27′ 42″ N, 0° 33′ 17″ O |
|  | • |  | Strasbourg               | Angers   | tram C · bus 8 · bus 10                                                    | 47° 27′ 25″ N, 0° 33′ 15″ O |
|  | • |  | Bamako                   | Angers   | tram C                                                                     | 47° 27′ 06″ N, 0° 33′ 27″ O |
|  | • |  | Jean XXIII               | Angers   | tram C · bus 5                                                             | 47° 26′ 55″ N, 0° 33′ 46″ O |
|  | • |  | Jean Vilar               | Angers   | tram C                                                                     | 47° 26′ 40″ N, 0° 33′ 45″ O |
|  | ■ |  | Roseraie                 | Angers   | tram C · bus 5 · Parc relais                                               | 47° 26′ 40″ N, 0° 33′ 45″ O |

Les correspondances sont soumises à modifications
Trajet abandonné le 4 janvier 2021 en parti repri par la ligne C :
|  |   |  | Station                  | Communes | Lat/Long                    | Observations |
|  | - |  | ------------------------ | -------- | --------------------------- | ------------ |
|  | • |  | Berges de Maine          | Angers   | 47° 28′ 46″ N, 0° 32′ 59″ O | Conservée    |
|  | • |  | Saint-Serge - Université | Angers   | 47° 28′ 37″ N, 0° 33′ 04″ O | Déplacée     |
|  | • |  | Molière                  | Angers   | 47° 28′ 27″ N, 0° 33′ 17″ O | Abandonnée   |
|  | • |  | Ralliement               | Angers   | 47° 28′ 16″ N, 0° 33′ 06″ O | Abandonnée   |
|  | • |  | Foch-Maison Bleue        | Angers   | 47° 28′ 08″ N, 0° 32′ 59″ O | Conservée    |

## Exploitation

### Matériel roulant

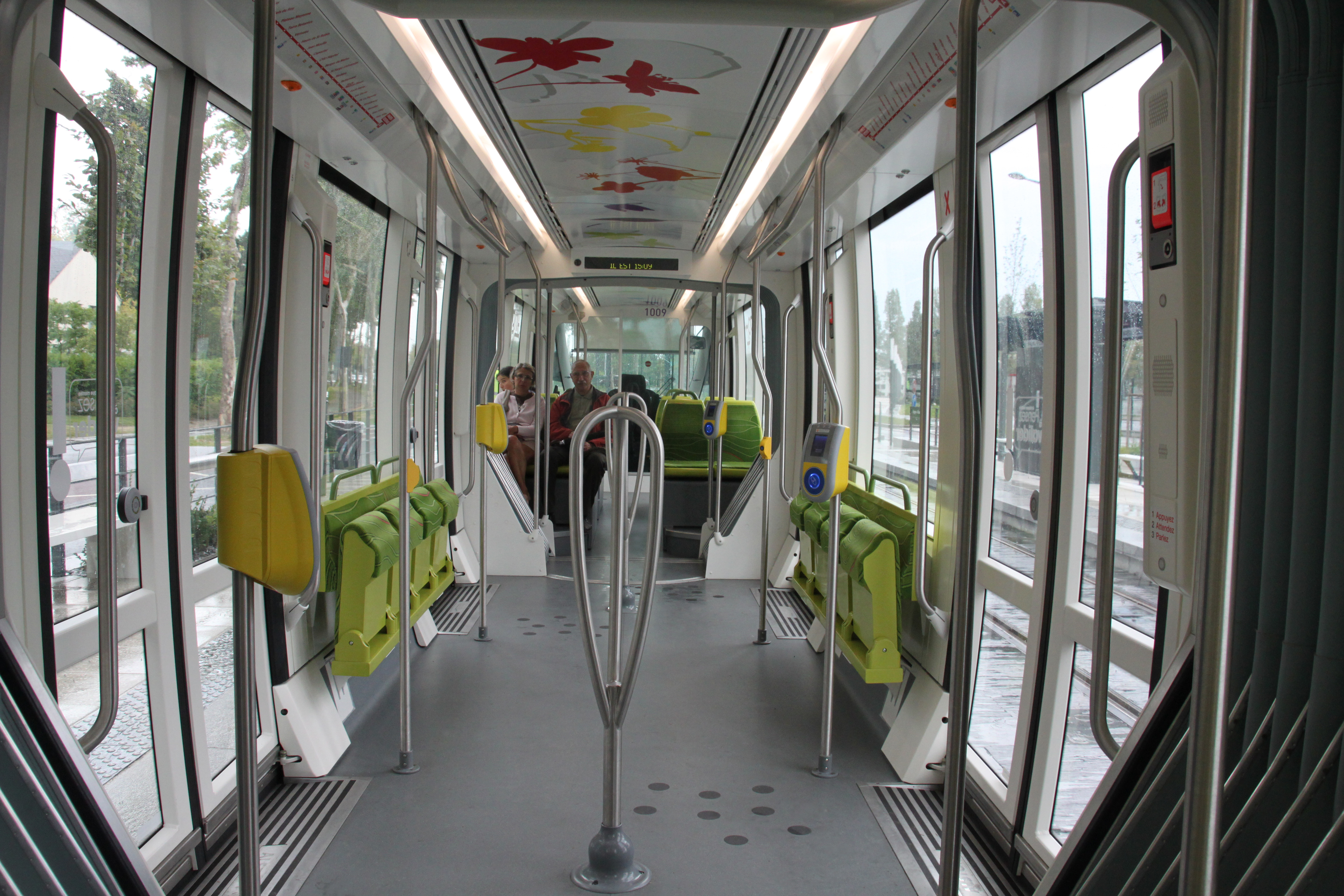
Intérieur d'une rame.

La ligne est équipée de 17 rames Alstom Citadis 302 dotées de la technologie d'alimentation par le sol (APS), dont 15 sont en circulation au plus fort du trafic. Elles sont équipées de caméras de videosurveillance.

### Conducteurs

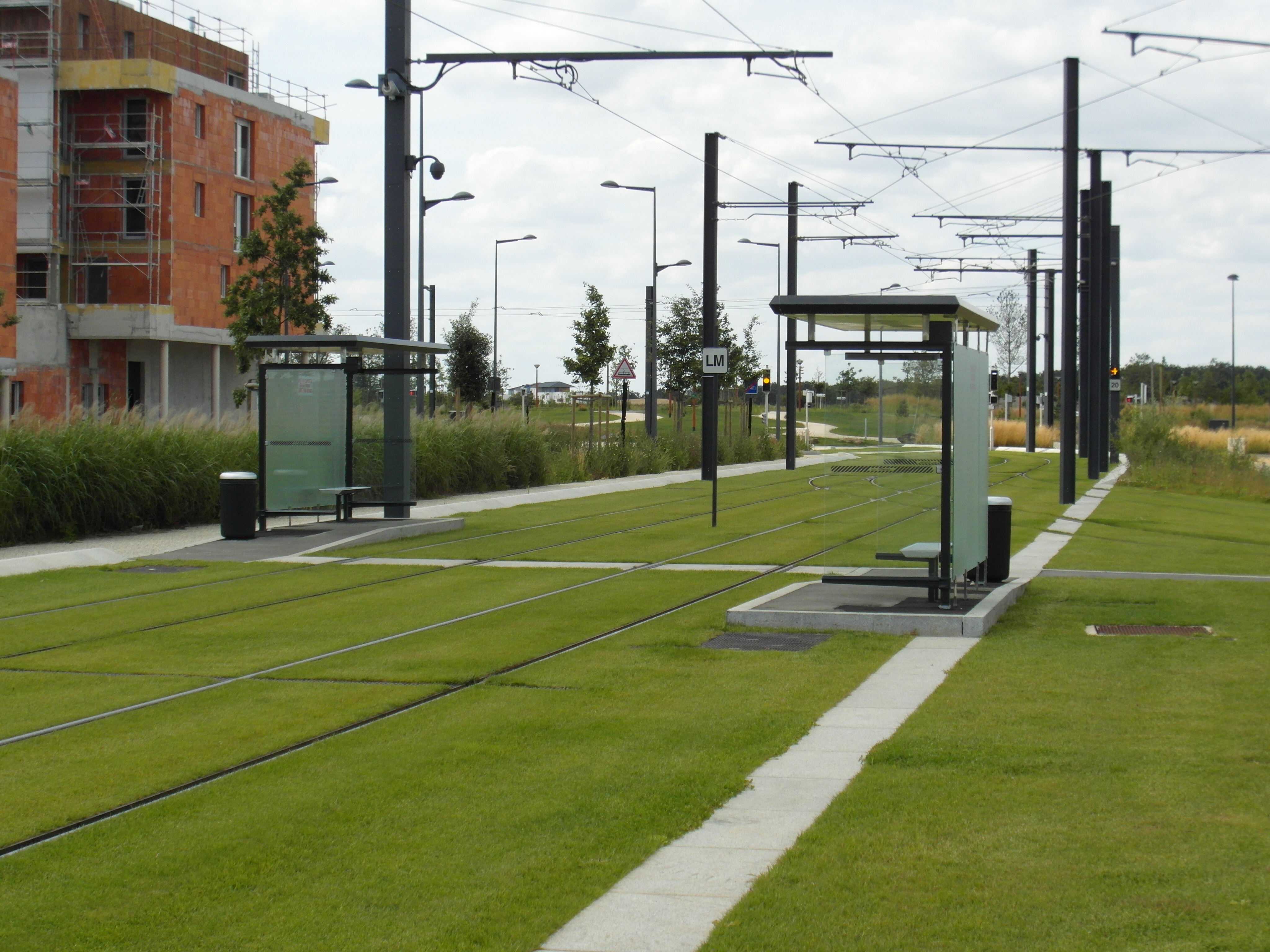
Abribus de service permettant la relève des conducteurs.

La relève entre machiniste se fait à la station Foch - Maison bleue ou au droit du centre de maintenance Raymond Perron[réf. nécessaire] (un abribus de service est disposé sur la voie en direction de la Roseraie).

### Fréquentation
Sur les six premiers mois d'exploitation, la ligne A a transporté plus de 3,6 millions de voyageurs, soit 25,81 % du trafic total enregistré durant cette période sur tout le réseau Irigo. En 2013, la fréquentation est inférieure aux objectifs fixés (36 000 voyageurs par jour contre 38 000 escomptés en 2018 au plus tard). En 2014, 8 545 millions de voyageurs ont fréquenté la ligne, représentant un quart de la fréquentation du réseau Irigo.
| Année                                         | Juillet 2011 à juin 2012 | 2012   | 2013   | 2014  | 2015  | 2016  | 2017  | 2018   |
| Nombre de voyageurs par an (en milliers)      | -                        | 8 050  | 8 365  | 8 545 | 8 600 | 9 000 | 9 500 | 10 000 |
| Nombre de voyageurs par jour ouvrable de base | 32 500                   | 34 500 | 36 000 | NC    | NC    | NC    | NC    | NC     |